# Alain Roche (Pianist)
Alain Roche ist ein Schweizer Pianist und Komponist.
Alain Roche spielt in seiner Performance «piano vertical» jeweils ab 6 Uhr morgens an einem in der Luft hängenden Flügel. Seit 2013 fanden mehr als 120 Klavieraufhängungen unter dem Namen «Les ciels» (Die Himmel) in verschiedenen Ländern wie der Schweiz, Luxemburg, Frankreich, Österreich, Deutschland oder China statt. Der Pianist spielt auch bei Regen, Temperaturen zwischen fünf und 40 Grad und Wind bis zur Stärke von 72 km/h.
Eine Spezialmechanik bringt die Tasten nach dem Drücken wieder in die Ausgangslage. Das Publikum hört das Konzert über Kopfhörer.

## Zitat
«Es geht darum, den Blickwinkel zu ändern, ins Gegenteil umzukehren und den Alltag aufzubrechen. Das Klavier in horizontaler Ausrichtung kennt man, in vertikaler Form aber nicht»